# Église San Giuseppe di Castello
L'église San Giuseppe di Castello (en vénitien Sant'Isepo) est une église catholique de Venise, en Italie.

## Localisation
L'église San Giuseppe di Castello est située dans le sestiere de Castello, le long du Rio de Sant'Isepo.

## Historique
Le Sénat de Venise, par décret du 25 juin 1512, autorisa l'érection d'une église en l'honneur de saint Joseph ensemble avec le monastère voisin. Ils étaient destinés à être habités par des religieuses augustines de Saint-Joseph de Vérone, qui y restèrent jusqu'en 1801, année où l'église et le monastère ont été concédés aux religieuses salésiennes. 
La communauté augustinienne devait être unie en 1806 avec celle de Saint Alvise avec laquelle elle apparaît aussi dans le PV de suppression du 12 mai 1810. 
Les salésiens furent au contraire conservés par décret du 28 juillet 1806.

## Description
On peut y voir une Nativité de Véronèse datant de 1582-1583 (huile sur toile de 375 × 182 cm). Ce tableau se trouvait sur l'autel de la chapelle principale. Il s'agit d'un monument à la mémoire de Gerolamo Grimani, Procurateur de Saint-Marc, qui ne fut pas élu doge, malgré deux tentatives, et dont le portrait figure sous les traits de saint Jérôme en habit de cardinal.

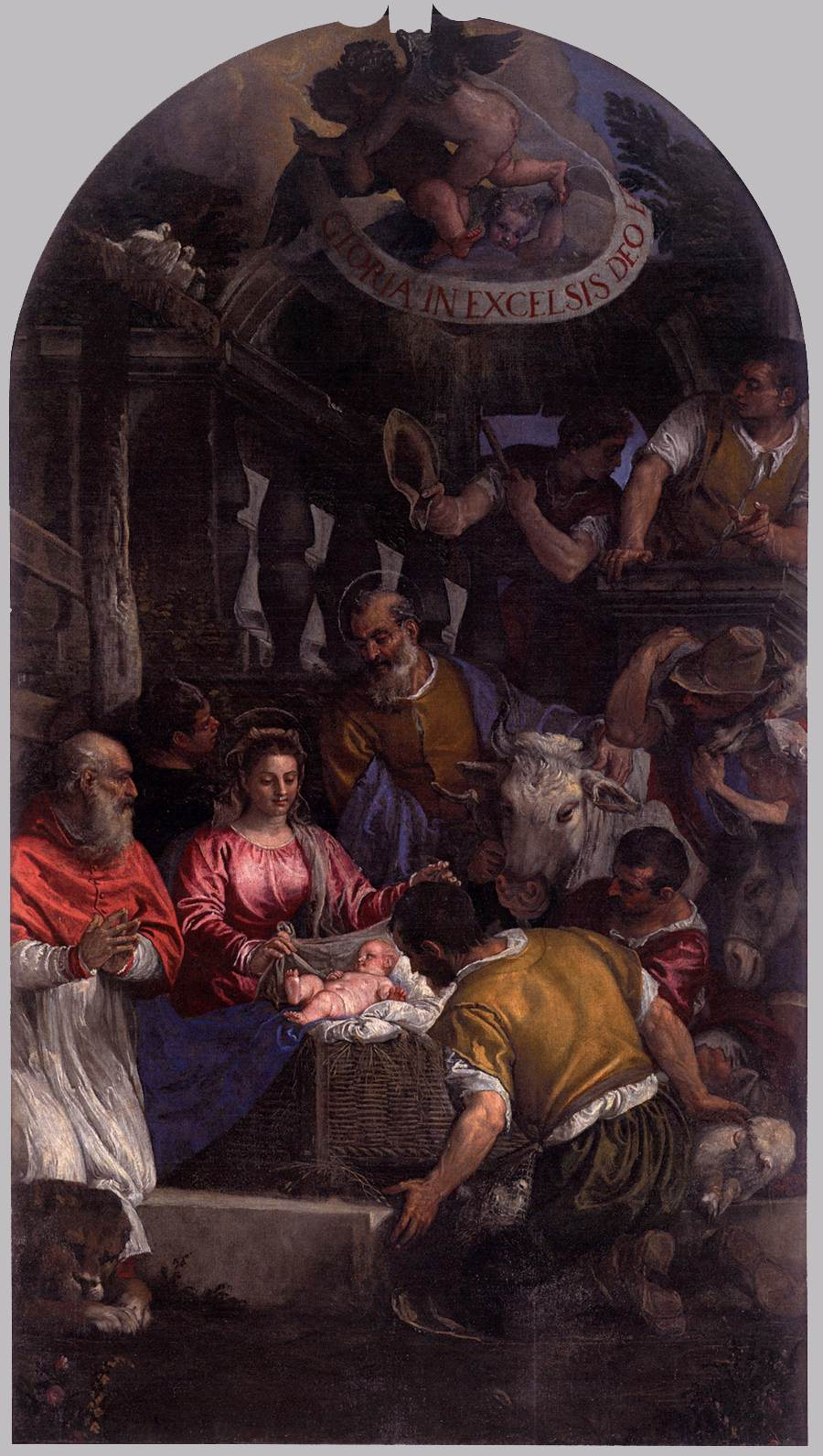
La Nativité
1582-1583, Véronèse